# مقاومة سلمية

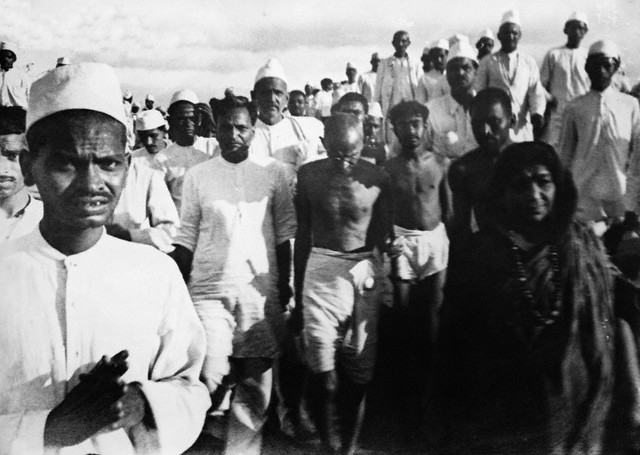
مقاومة لاعنفية (سلمية) في غاندي.

المقاومة السلميّة (اللاعنفية) أو العمل السلمي، هي نوع من المقاومة الذي يسعى إلى تحقيق الأهداف، مثل إحداث التغيير الاجتماعي، عبر الاحتجاجات الرمزية أو العصيان المدني أو عدم التعاون الاقتصادي أو السياسي، أو الساتياغراها أو أيّ طريقة أخرى تتصف باللاعنف. يبرِز هذا النوع من العمل تطلعات ورغبات الأفراد أو الجماعات الذين يرون وجوب إحداث تغيير لتحسين الظروف الحالية للمحتجين.
تُعد المقاومة السلمية مرادفًا للعصيان المدني إلى حدّ كبير، وتلك نظرة خاطئة، فلكلّ من المصطلحين -المقاومة السلمية والعصيان المدني- مضامينٌ والتزامات مختلفة. يرى بيريل لانغ وجوب عدم دمج المقاومة السلمية والعصيان المدني معًا بناءً على ما يعدّه شروطًا ضرورية لوصف عملٍ ما بالعصيان المدني، وهي: (1) انتهاك القانون، (2) وجود رغبة مسبقة وراء التصرف، (3) معرفة مؤدي العصيان مسبقًا بالإجراءات العقابية التي ستتخذها الدولة ضده ردًا على التصرف، وقبوله طوعيًا بتلك الإجراءات. لا تحتاج المقاومة السياسية السلمية إلى تطبيق أيٍّ من المعايير السابقة، وهذا ما دفع لانغ إلى القول إن هاتين الفئتين لا يمكن دمجهما سوية. فضلًا عن ذلك، يُعد العصيان المدني شكلًا من أشكال العمل السياسي الساعي إلى الإصلاح بالضرورة بدلًا من الثورة، وتُوجّه مساعيه عادة إلى معارضة قوانين معينة أو مجموعة من القوانين بالتزامن مع التسليم بسلطة الدولة بصفتها مسؤولة عن تلك القوانين. في المقابل، قد يكون للمقاومة السلمية السياسية نهايات ثورية. يرى لانغ أن العصيان المدني لا يجب أن يكون سلميًا، لكنه يقرّ، مع ذلك، بأن مدى العنف ودرجته محدودان بناءً على الرغبات اللاثورية لدى الأشخاص المنخرطين في هذا العصيان المدني. يجادل لانغ بأن المقاومة العنيفة التي يبديها المواطنون الذين يُحتجزون قسريًا قد تُعد عصيانًا مدنيًا إلى حدّ كبير، بشرط عدم استخدام العنف القاتل ضد ممثلي الدولة، لكنها لا تُعد مقاومةً سلمية.
يُعد مهاتما غاندي أكثر الشخصيات شهرةً في هذا النوع من الاحتجاجات، وتحتفل الأمم المتحدة باليوم العالمي للاعنف في 2 أكتوبر المصادف ليوم ميلاد غاندي. توجد شخصيات أخرى ناصرت المقاومة اللاعنفية أشهرها: هنري ديفد ثورو، تشارلز ستيوارت بارنيل، تي ويتي أورونغوماي، توهو كاكاي، ليو تولستوي، أليس بول، مارتن لوثر كينغ الابن، دانيال بيريغان، فيليب بيريغان، جيمس بيفيل، فاتسلاف هافيل، أندريه ساخاروف، ليخ فاونسا، جين شارب، نيلسون مانديلا، خوسيه ريزال، وغيرهم الكثير. لعبت المقاومة المدنية السلمية دورًا جوهريًا منذ عام 1966 وحتى 1999، فساهمت في إنهاء 50 نظامًا سلطويًا من بين 67 نظام في أنحاء العالم.
أدت ثورة الغناء في دول البلطيق إلى تفكك الاتحاد السوفيتي في عام 1991، وساهمت المقاومة السلمية مؤخرًا في قيام ثورة الزهور في جورجيا. تظهر الأبحاث أن حملات المقاومة السلمية تنتشر في حيّز مكاني، أي أن المعلومات عن المقاومة السلمية في بلدٍ ما قد تؤثّر بشدة على النشاط السلمي في دولٍ أخرى.
تبنّت الكثير من الحركات التي تروّج للفلسفتين اللاعنفية أو السلمية سبلَ الحراك اللاعنفي، وبصورة براغماتية، بصفتها طريقة فعالة لتحقيق الأهداف الاجتماعية والسياسية. توظف تلك الحركات تكتيكات المقاومة اللاعنفية، مثل حرب المعلومات والاعتصام والتظاهر والحراسة الليلية وإصدار النشرات والكراسات، بالإضافة إلى ممارسات أخرى مثل: ساميزدات، ماغنيتزدات، ساتياغراها، فنون الاحتجاج، أغاني وأشعار الاحتجاج، التعليم المجتمعي والتوعية، ممارسة الضغط، مقاومة الضرائب، العصيان المدني، المقاطعة أو العقوبات الاقتصادية، الكفاح القانوني والدبلوماسي، البيوت الآمنة والسكك الحديدية تحت الأرض، الرفض المبدئي للجوائز والأوسمة التشريفية، الإضراب العام. توجد أمثلة عن حركات المقاومة السلمية الحالية، مثل ثورة الجينز في بيلاروس وحركة حياة السود مهمة في الولايات المتحدة، ومقاومة حركة المنشقين الكوبية، وحركة التمرد ضد الانقراض العالمية والإضراب المدرسي من أجل المناخ.
قد تحافظ حركات الاحتجاج على شرعيةٍ عامة أوسع إذا نأت بنفسها عن العنف، لكن بعض فئات المجتمع قد ترى أن حركات الاحتجاج أكثر عنفًا مما هي عليه في الحقيقة عندما تختلف تلك الفئات مع الأهداف الاجتماعية التي تطالب بها حركات الاحتجاج. أُنجز عملٌ شاق للتعرّف على العوامل التي تؤدي إلى الحراك العنيف، لكن قليلًا من الاهتمام أولي إلى فهم الأسباب التي تجعل النزاعات عنيفة أو سلمية، وموازنة هذين الخيارين الاستراتيجيين بما يتلائم مع السياسة الاعتيادية.

## تاريخ
| التاريخ                    | المنطقة               | ملخص | مراجع |
| 470-391 قبل الميلاد        | الصين                 | عارضت مدرسة الفلسفة الموهيّة الحرب، لكن العيش في زمن الكيانات السياسية المتحاربة أدى إلى اكتساب علوم بناء الحصون. |       |
| بين نحو العام 26-36 ميلادي | يهوذا                 | نظّم اليهود احتجاجات في قيسارية لإقناع بيلاطس النبطي بعدم إقامة التقاليد الرومانية، مثل صور الإمبراطور الروماني ونسر جوبيتر في القدس (وهي الصور التي اعتبرها اليهود المتدينون صورًا وثنية). حاصر جنود بيلاطس المتظاهرين اليهود، وهدّدوهم بالموت، فردّ اليهود قائلين أنهم يفضلون الموت على رؤية انتهاك قوانين التوراة. |       |
| قبل العام 1500-1835        | جزر تشاتام، نيوزيلندا | كان الموريوري أحد أفرع شعب الماوري في نيوزيلندا، استوطنوا جزر تشاتام واعتمدوا في النهاية على الجمع والالتقاط. كان شحّ الموارد وقلّة عددهم سببين جعلا الحرب التقليدية غير قابلة للاستدامة، فجرت عادة حلّ النزاعات سلميًا أو طقوسيًا. وبسبب هذا التقليد السلمي، تعرّض كامل السكان -البالغ عددهم 2000 نسمة- إلى الاستعباد أو القتل أو الافتراس على يد 900 محارب ماوري غزوا جزيرة تشاتام في عام 1835. | [ 7 ] |
| 1819                       | إنجلترا               | أدت المجاعة والبطالة الدائمة، بالإضافة إلى غياب حق التصويت، إلى اندلاع مظاهرات سلمية في إنجلترا الشمالية، تألفت من 60 ألف إلى 80 ألف شخص، وحضرها النساء والأطفال. جرى تنظيم المظاهرات والتدرب عليها «لحظر كافة أشكال الأسلحة الهجومية أو الدفاعية»، وحثّ القائمون على قدوم الناس «مسلحين بالضمير الذي يتفق مع ذاتهم فقط». هجم سلاح الفرسان على الحشد وسحب سيوفه، وتوفي إثر الفوضى الحاصلة 15 شخصًا، في حين أُصيب بين 400 إلى 700 شخص آخر. عبّرت الصحف عن رعبها، ومجّد الشاعر بيرسي شيلي المقاومة السلمية في قصيدته قناع الأناركية. مع ذلك، اتخذت الحكومة البريطانية إجراءات صارمة ضد الإصلاح، فأقرّت القوانين التي عُرفت بالقوانين الست. |       |
| 1823-129                   | أيرلندا               | كان الجمعية الكاثوليكية من أوائل الحركات السياسية التي حشدت في صفوفها عددًا مهولًا من الأعضاء، وهي من تأسيس دانيال أوكونل لتكون وسيلة لا عنفية بهدف حثّ الحكومة البريطانية على إقرار قانون الإعتاق الكاثوليكي، ما أدى إلى إقرار قانون الإغاثة الكاثوليكي عام 1829 على يد حكومة دوق ولنغتون. |       |
| 1834-1838                  | ترينيداد              | في عام 1833، أعلنت المملكة المتحدة لبريطانيا العظمى وأيرلندا، وهي التي استعمرت ترينيداد حينها، إعتاق كل العبيد بحلول عام 1840. في عام 1834، وإبان إلقاء الحاكم خطابه عن القوانين الجديدة في دار الحكومة، بدأت مجموعة من الأشخاص غير المسلحين، جلّهم من المسنين ذوي الأصول الإفريقية، ترديد الهتاف («لا ستّ سنوات، قطعًا لا ستّ سنوات»)، وطغت هتافات المجموعة على صوت الحاكم. استمرّت الاحتجاجات السلمية حتى إقرار قانون إلغاء التمهّن، وحصول العبيد على حريّتهم بحكم الأمر الواقع. | [ 8 ] |